# Oreodytes babai
Oreodytes babai är en skalbaggsart som först beskrevs av Satô 1990.  Oreodytes babai ingår i släktet Oreodytes och familjen dykare. Inga underarter finns listade i Catalogue of Life.